# Waterloo Street Post Office
Das Waterloo Street Post Office ist ein ehemaliges Postamt in der schottischen Stadt Glasgow. 1970 wurde das Bauwerk in die schottischen Denkmallisten zunächst in die Denkmalkategorie B aufgenommen. Die Hochstufung in die höchste Denkmalkategorie A erfolgte 1988.

## Beschreibung
Das Gebäude nimmt das Karree zwischen Waterloo Street und Bothwell Lane sowie West Campbell Street und Wellington Street im Zentrum Glasgows vollständig ein. Es wurde zwischen 1904 und 1906 nach einem Entwurf des englischen Architekten William Thomas Oldrieve erbaut. Im Jahre 1967 wurde das Bauwerk überarbeitet. Ausführendes Unternehmen war John Giffen & Co.
Ursprünglich als Paketpostamt erbaut, dient das 5-stöckige Gebäude heute als Geschäftsgebäude. Die Hauptfassade entlang der Waterloo Street ist sieben Achsen weit. Kolossale korinthische Pilaster gliedern die Fassade des frühneoklassizistischen Gebäudes vertikal. Während im ersten Obergeschoss durch steinerne Pfosten gegliederte Drillingsfenster verbaut sind, sind die Fenster der oberen drei Stockwerke in weiten Rundbogenöffnungen eingelassen, die sich über drei Stockwerke erstrecken. Die Rundbögen sind mit ornamentierten Schlusssteinen gestaltet. Ein Kranzgesims schließt die Fassade. Die beiden schwach heraustretenden Eckrisalite unterschieden sich in ihrer Gestaltung. Auf dem Kranzgesims mit Zahnschnitt sitzt ein Dreiecksgiebel.
Entlang der Wellington Street ist das Gebäude sieben Achsen weit. Die Gestaltung orientiert sich an jener der Eckrisalite entlang der Waterloo Street. Die Westfassade entlang der Campbell Street ist hingegen gleich der zentralen Achsen der Hauptfassade mit weiten Rundbögen gestaltet. Die Gestaltung der Rückseite entlang der Bothwell Lane ist schlicht mit flächigen Glaselementen.